# ترفنیل
ترفنیل (به انگلیسی: Terphenyl) یک ترکیب شیمیایی با شناسه پاب‌کم ۷۱۱۵ است. شکل ظاهری این ترکیب، پودر سفید است.

## نگارخانه

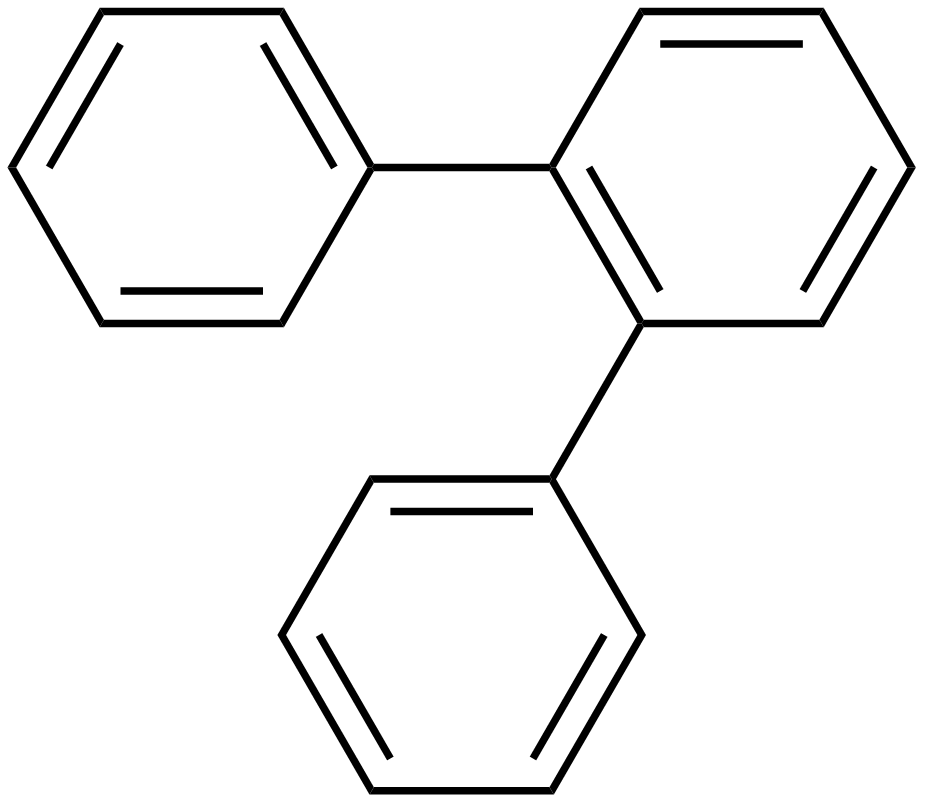
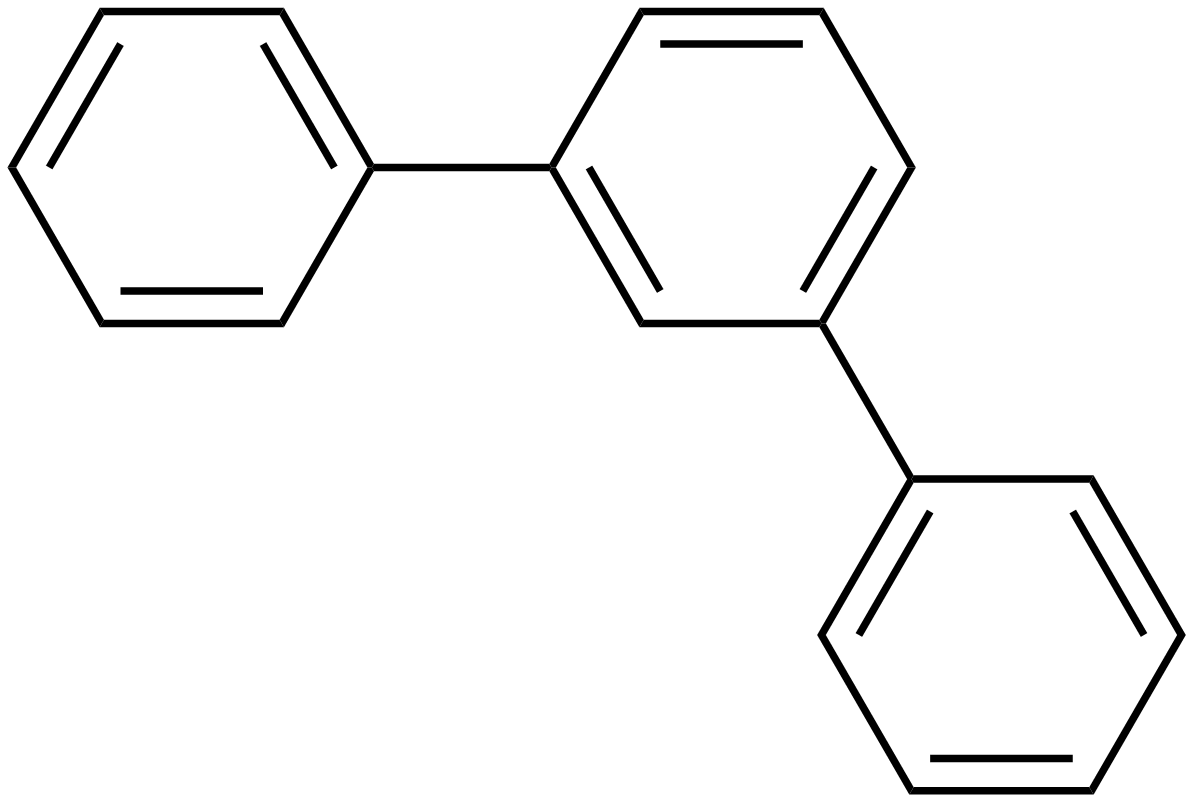
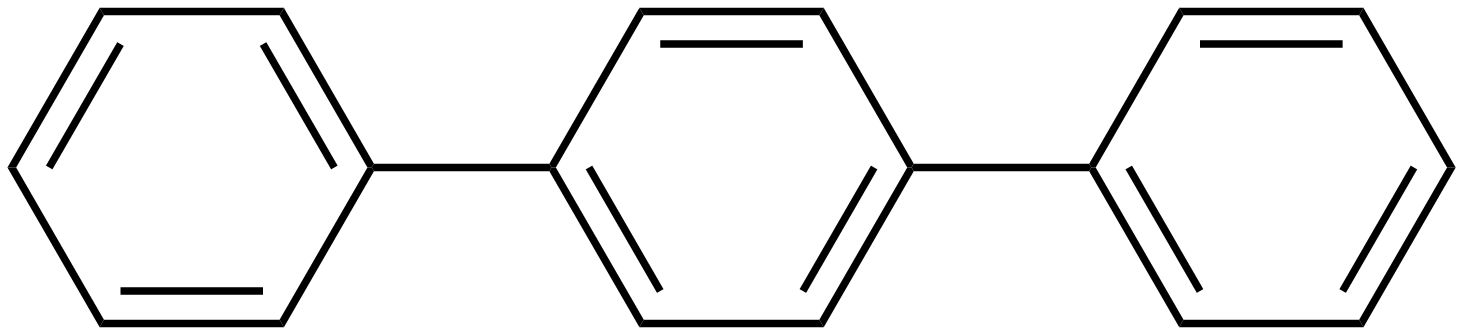